# Sonderpädagogik im Nationalsozialismus
Der Begriff der Sonderpädagogik wurde im Nationalsozialismus eingeführt und hat sich bis heute gehalten. Die Schülerschaft der damals noch weitestgehend getrennt agierenden Fachrichtungen war von rassenpolitischer Verfolgung des NS-Systems unmittelbar betroffen, zunächst von Zwangssterilisation, später auch von der Vernichtung im Rahmen der Krankenmorde im Nationalsozialismus, mit der Aktion T4 und der Kinder-Euthanasie. Die Lehrer wurden in der Fachschaft V des Nationalsozialistischen Lehrerbunds zusammengefasst und arrangierten sich mit dem bestehenden neuen System. Während der NS-Zeit gelang es der Hilfsschule, sich durchzusetzen und die Fachschaft weitestgehend anzuführen, was zu einem stark ausgebauten Hilfsschulsystem in Deutschland führte.

## Vorgeschichte
Die Zeit in der Weimarer Republik (1918–1933) wird von der Sonderpädagogik in der Rückschau oft als „Blüte der Heilpädagogik“ bezeichnet. Die allgemeine Demokratisierung des Schulsystems, insbesondere durch die Einführung einer gemeinsamen Grundschule („Weimarer Schulkompromiss“), sorgte für eine in der deutschen Pädagogik beispiellose „demokratische Aufbruchstimmung, Reform und Experimentierfreudigkeit“. Zudem wurde die Schulpflicht auch für sinnes- und körperbehinderte Kinder im Gesetz verankert. Sie wurde unter anderem auch in verschiedenen entsprechenden Anstalten umgesetzt. Insbesondere die im Deutschen Kaiserreich eingeführte Hilfsschule profitierte von den neuen Reformen. Zwar bedrohte der Plan, eine „Einheitsschule“ aufzubauen, die Hilfsschulen im Allgemeinen, jedoch blieben die Schulen weitestgehend unangetastet und konnten ein flächendeckendes System in Deutschland aufbauen, die Schülerzahlen stiegen zwischen 1914 und 1928 von 43.000 auf 71.902 an.
Die Deutsche Inflation 1914 bis 1923 und die drohende Weltwirtschaftskrise sorgten allerdings dafür, dass andere Bereiche der Heilpädagogik wesentlich schlechter gestellt wurden, insbesondere die Blinden- und Taubstummenanstalten hatten unter den finanziellen Bedingungen zu leiden und wurden vermehrt geschlossen. Die „Krüppelfürsorge“, wie bis dahin alle fürsorglichen Maßnahmen des Staates für körperbehinderte Menschen bezeichnet wurden, hatte ebenfalls unter den finanziellen Einbußen des Staates zu leiden. Zwar konnte „die Zahl der Schul- und Heimplätze für Krüppel […] trotz der Finanznot des Staates vermehrt und die Krüppelfürsorge […] verbessert“ werden, doch lief alles auf eine Segregation der Schüler hinaus, die extern in Anstalten und Heimen beschult wurden.
In der Praxis übernahmen viele Heilpädagogen Konzepte der Reformpädagogik. Wissenschaftlich hatte sich die Heilpädagogik jedoch noch nicht etabliert. Erst 1931 wurde eine erste Professur für Heilpädagogik im deutschsprachigen Raum von Heinrich Hanselmann in Zürich besetzt. Erst nach dem Zweiten Weltkrieg etablierte sich „Sonderpädagogik“ als eigenständige Disziplin. Universitär war bis dorthin die Allgemeine Pädagogik zuständig.
Bereits seit den 1890er Jahren waren rassenbiologische Theorien im Umlauf: Eugenischen Ideen, besonders das Werk Die Freigabe der Vernichtung lebensunwerten Lebens von Alfred Hoche und Karl Binding, blieben nicht ohne Wirkung auf die Heilpädagogik, die unter dem Druck stand, ihren volkswirtschaftlichen Nutzen immer wieder zu betonen. So kam es bereits zur Zeit der Weimarer Republik zu Angriffen auf das System „Hilfsschule“. Gelder wurden gekürzt, die Klassenfrequenzen erhöht, einige Schulen mussten geschlossen werden.
In der Weimarer Republik wurden Ansätze erkennbar, ein Sonderschulsystem einzuführen, das die nebeneinander existierenden Sonderschulen wie die Hilfsschule, die Blinden- und Taubstummenanstalten und weitere Sonderformen zu einem gegliederten System zusammenfassen sollte. Jedoch scheiterten diese Vorstöße am Widerstand der Lehrkräfte für Nicht-Sehende sowie Nicht-Hörende und -Sprechende, die sich als eigene Disziplin verstanden.
Wichtige Akteure auf Verbandsebene waren der Verband der Hilfsschulen Deutschlands (VdHD), gegründet 1898, die Gesellschaft für Heilpädagogik (GfH), gegründet 1922 und der Deutsche Verein zur Fürsorge für jugendliche Psychopathen (DVFjP), gegründet 1918. Gemeinsames Verbandsorgan, das des VdHD bis 1908, war die Zeitschrift für Kinderforschung (Kifo). Der DVFjP war schon kurz nach der „Machtergreifung“ fast gänzlich abgewickelt, die Arbeit der GfH ruhte ebenfalls und der Herausgeberkreis der Kifo war bis 1936 fast vollständig ausgetauscht. Die „Gleichschaltung“ von Heilpädagogik und der sich herausbildenden Kinderpsychiatrie war aus Sicht der Machthaber spätestens zu diesem Zeitpunkt erfolgt. Erwähnenswert sind die personellen Verknüpfungen bis zum Abschluss der „Gleichschaltung“: So waren Max Isserlin, der Chefarzt der Heckscherschen Nervenheil- und Forschungsanstalt zusammen mit Ruth von der Leyen, Theodor Heller, Heinrich Hanselmann und Rupert Egenberger Mitherausgeber bzw. Mitarbeiter der Kifo und Vorstandsmitglieder der GfH. Zusätzlich war v.d.Leyen Geschäftsführerin des DVFjP und Egenberger Vorstandsmitglied des VdHD.

## Erziehung im Nationalsozialismus
Die Erziehung im Nationalsozialismus war eine maßgeblich „politische“ Erziehung. Sie stand im Dienste eines stark rassistisch orientierten Bildungswesens, das den Nutzen des Einzelnen in Beziehung zum Volkskörper setzte. Die Erziehungsinstitutionen wurden nach dem „Führerprinzip“ organisiert und gleichgeschaltet. Ziel aller Erziehung war „der körperlich gestählte Mensch mit der ‚nordischen Seele‘, der sich mit möglichst großer Härte und Entschlossenheit für die nationalsozialistische Weltanschauung und den Staat einzusetzen weiß“. Der Schulunterricht legte besonderen Wert auf Leibesübungen, die nun stark militärisch orientiert waren, sowie auf die Fächer Deutsch, Geschichte und Biologie (hier insbesondere die Rassenlehre). Das Schulsystem der Weimarer Republik erhielt eine Vereinheitlichung, Schulprojekte mit reformpädagogischem Ansatz wurden geschlossen. Das Schulsystem wurde von neun auf acht Jahre verkürzt. Zunächst zur Kriegsvorbereitung wurde dies 1936/37 an der Deutschen Oberschule eingeführt, das heißt die Reifeprüfung erfolgte nach 12 statt 13 Jahren. 1938 folgte die Volksschule und als letztes 1942 die Mittelschule, die nun nach österreichischem Muster als Hauptschule weitergeführt wurde. Neben dem staatlichen Schulsystem entstanden nationalpolitische Erziehungsanstalten (Napola), Adolf-Hitler-Schulen und die SS-Junkerschulen, die die neue Elite des nationalsozialistischen Systems ausbilden sollten.
Vor diesem rassistischen Hintergrund waren die Schüler, die heilpädagogisch betreut wurden, in besonderem Maße vom Nationalsozialismus bedroht. Körperlich (mit Ausnahme der Kriegsversehrten aus dem Ersten Weltkrieg) und geistig behinderte Menschen waren in den Augen der Nationalsozialisten rassisch minderwertig und fielen zum Teil der Vernichtung anheim. Auch blinde und taubstumme Menschen wurden als minderwertig angesehen. Verhaltensauffällige Schüler gehörten zur Gruppe der „Asozialen“, die zum Teil inhaftiert und in Konzentrationslager eingewiesen wurden.

### Nationalsozialistischer Lehrerbund (NSLB)

Broschüre von Karl Tornow zum Hilfsschulbesuch

Im Zuge der Gleichschaltung auf allen Ebenen wurde ein Nationalsozialistischer Lehrerbund geschaffen, der alle Schulformen beinhaltete. Am 17. September 1933 wurde der 1898 gegründete Verband der Hilfsschulen (VdHD) aufgelöst und in die Reichsfachschaft V (Sonderschulen) des Nationalsozialistischen Lehrerbundes eingegliedert. Den Vorsitz hatte der Taubstummenlehrer Paul Ruckau, der später von Fritz Zwanziger abgelöst wurde.
Die Fachschaft wurde wieder in vier Fachgruppen unterteilt, jede Fachgruppe unterstand einem Reichsfachgruppenleiter:
- Fachgruppe für Taubstummenlehrer: Dr. Hermann Maesse
- Fachgruppe für Blindenlehrer: Eduard Bechthold
- Fachgruppe für Hilfsschullehrer: Alfred Krampf
- Fachgruppe für Anstaltslehrer: Paul Bartsch

Der Nationalsozialistische Lehrerbund gab ebenfalls die fachgruppenübergreifende Zeitschrift Die deutsche Sonderschule heraus. Deren Hauptschriftleiter war der promovierte Hilfsschullehrer Karl Tornow. Damit hatten die Hilfsschullehrer „nicht nur die Anerkennung als Sonderpädagogen erreicht, sondern […] sogar die Einnahme einer Spitzenposition innerhalb der Hierarchie der Fachschaft Sonderschulen besetzt“. Tornow war einer der umtriebigsten Sonderpädagogen der NS-Zeit, der das System der Hilfsschulen in den Folgejahren grundlegend erneuerte. Um die zerstrittenen Sonderschullager zusammenzuschweißen, wurde ab 1934 ein gemeinsames Lager geschaffen, das als paramilitärisches Schulungslager umgesetzt wurde und 1934 und 1935 stattfand.

„Der Sinn des Lagers war, aus nationalsozialistischer Weltanschauung und Gesinnung heraus die Einheit unserer Fachschaft durch kameradschaftliches Zusammenleben praktisch zu verwirklichen.“

Die Reichsfachschaft arbeitete ab 1937 eng mit dem Rassenpolitischen Amt (RPA) zusammen. Auch hier hatte die Hilfsschule im Gegensatz zu den anderen Fachgruppen eine hohe Einflussnahme vorzuweisen. Zunächst war Krampf, später dann Tornow als Referent tätig. Krampf entwickelte dort einen Fragebogen, der den „Brauchbarkeitsgrad“ des Hilfsschulkindes ausweisen sollte. Tornow entwickelte eine Schriftenreihe, die sich an Eltern und Lehrer gleichermaßen richtete. Es erschienen Broschüren für das „hilfsschulbedürftige Kind“ (Tornow: „Unser Fritz soll in die Hilfsschule.“ 1940), das schwerhörige Kind (Uhlig: „Unser Ernst ist schwerhörig. Muss er da in eine Sonderschule?“ 1940), drei für sprachauffällige Kinder (Kiehn: „Das sprachunfertige Kind.“ 1943 / Lambeck: „Das sprachgebrechliche Kind.“ 1943 / Geißler: „Das sprachgehemmte Kind.“ 1943) und für Fürsorgeeinrichtungen (Mettlach: „Unser Kind soll in eine Fürsorgeeinrichtung.“ 1943). Die Broschüren sollten vor allem Eltern überzeugen, dass die Überweisung an eine Sonderschule für ihre Kinder keine Gefahr darstellen würde.
Tornow war es auch, der das Wort „Heilpädagogik“ in Deutschland faktisch abschaffte. Der Begriff Heil war im Nationalsozialismus anders besetzt und wurde als Interjektion in verschiedenen Grußformeln („Sieg Heil“, „Heil Hitler“) gebraucht. Von daher wurde im Begriff „Heilpädagogik“ eine Entwertung des Heil-Begriffes gesehen, so dass Tornow das seiner Ansicht nach „äußerst unglücklich“ gewählte Wort durch den Begriff der „Sonder- oder Sonderschulpädagogik“ ersetzte.

„Der Begriff der Besonderung hat den Vorteil, daß hier nur eine Abweichung vom Üblichen mitgedacht wird, ohne daß sich wie beim Heilen eine Sinngebung auf Krankes, Anormales, Defekthaftes und wie die gefühlsbetonten Begriffe alle heißen, die uns so leicht gegeneinander aufbringen, einschleichen.“

Ab 1943 wurde sowohl die Reichsfachschaft als auch der Nationalsozialistische Lehrerbund als Ganzes stillgelegt. Als Grund wurde vonseiten der Fachschaft eine letzte Mobilisierung für den Krieg genannt, tatsächlich war aber die finanzielle Situation für die faktische Auflösung verantwortlich.

### Lehrerschaft der Sonderschulen
Wie auch die Volksschullehrer waren die Sonderpädagogen von den neuen Maßnahmen des Regimes betroffen. Mit dem „Gesetz zur Wiederherstellung des Berufsbeamtentums“ wurden alle Lehrer „nicht-arischer Abstammung“ und kommunistischer Partei- oder Organisationszugehörigkeit aus dem Staatsdienst entlassen. Zum Teil erfolgten diese Maßnahmen willkürlich oder nach Denunziation; sie betrafen außerdem oft solche Lehrer, die nach sozialdemokratischen, liberalen oder reformpädagogischen Ansätzen arbeiteten, und gefährdeten somit eine große Zahl an Sonderpädagogen, die zwischen Anpassung und verdecktem Widerstand agieren mussten.

### Ausbildung
Die Ausbildung neuer Lehrkräfte erfolgte im nationalsozialistischen Deutschen Reich getrennt nach den einzelnen Fachrichtungen: Insbesondere Blinden- und Taubstummenlehrer lehnten eine gemeinsame Ausbildung ab, die von Vertretern der Hilfsschulen mehrfach gefordert worden war. Die Ausbildung der so genannten Blinden- und Taubstummenlehrer wurde im Deutschen Reich zentralisiert. Taubstummenlehrer lernten an der Staatlichen Taubstummen- und Taubstummenlehrerbildungsanstalt in Berlin-Neukölln, Blindenlehrer an der Staatlichen Blinden- und Blindenlehrerbildungsanstalt in Berlin-Steglitz. Die Taubstummenlehrerausbildung setzte außerdem eine abgeschlossene Volksschullehrerausbildung voraus, auf die nur in Einzelfällen verzichtet werden konnte. In beiden Fällen wurde Berufspraxis vorausgesetzt.
Auch die Hilfsschullehrerausbildung vollzog sich ähnlich, wobei hier mehr Ausbildungsstätten zur Verfügung standen. Führend waren die Pestalozzi-Hilfsschule in Halle an der Saale und das heilpädagogische Institut in Berlin. In allen Fachrichtungen wurde auf die politische und weltanschauliche Zuverlässigkeit der Auszubildenden geachtet.
Die Ausbildung von Schwerhörigen- und Sprachheillehrern fand in beiden Ausbildungsgängen statt, wobei diese jedoch von den Taubstummenlehrern nur als „Spezialisierung zweiten Grades“ (Fritz Zwanziger) angesehen wurde. An den Ausbildungsstätten für Hilfsschullehrer wurden auch weitere Schulformen ausgebildet.
Die Ausbildung gliederte sich in drei Teile:
1. Ein wissenschaftlicher Teil mit den Bereichen Medizin und Erblehre
2. Ein methodisch-praktischer Teil mit Praxisanteilen und Wissenschaftstheorie
3. Ein „Handfertigkeitsteil“: (Werken, Garten- und Hausarbeit)

Karl Tornow versuchte während der NS-Zeit, eine gemeinsame Ausbildung aller Sonderschulformen zu erwirken, scheiterte jedoch am Widerstand der Taubstummenlehrer. Aber auch der Staat sah keinen Bedarf und schreckte vor den erhöhten Kosten zurück.

## Die Hilfsschule
Nach Kirsten Knaack (2001) bildete die so genannte Hilfsschule das Zentrum des deutschen Sonderschulsystems und war auch die zahlenmäßig verbreitetste Sonderschulform, sowohl in der Weimarer Republik als auch in der NS-Zeit. Die historisch aus der Hilfsklasse hervorgegangene Form sonderpädagogischer Förderung habe mit dem 1898 gegründeten Verband der Hilfsschulen Deutschlands bis zu deren Auflösung im Rahmen der Gleichschaltung (siehe unten, Nach der „Machtergreifung“) ebenfalls eine große politische Lobby gehabt. In ihr vereinigt seien die heute getrennt agierenden Schulen Förderschule für Lernbehinderte, Förderschule Schwerpunkt emotionale und soziale Entwicklung und Schule mit dem Förderschwerpunkt Geistige Entwicklung gewesen.

### 1933 bis 1934, nach der „Machtergreifung“
Hier gibt es unterschiedliche Thesen:
Nach Ellger-Rüttgardt (2008) wurde der bereits in der Weimarer Republik begonnene Druck auf die Hilfsschulen nach der „Machtergreifung“ durch die Nationalsozialisten noch verstärkt. Da die Nationalsozialisten rassistische Selektion und Elitedenken befürwortet hätten, sei die Hilfsschule als Schule für „Minderwertige“ betrachtet worden. Obwohl die Nationalsozialisten zu dieser Zeit noch keine Pläne in der Schulpolitik gehabt hätten, sei es in einigen Regionen des Deutschen Reiches zu Schulauflösungen und -schließungen gekommen. Gründe dafür seien zu suchen in einer „erheblichen Unsicherheit über die zukünftige Hilfsschulpolitik der Zentralregierung und der NSDAP, die zunächst keinerlei Richtlinien oder programmatische Äußerungen als Orientierungshilfen für die Schulverwaltungen herausgaben“. Verbunden mit der „Machtergreifung“ war ein Paradigmenwechsel: Stand bisher im Vordergrund, „die Auswirkung der Minderwertigkeit und die weitere Verseuchung durch Minderwertige durch heilpädagogische Mittel zu bekämpfen“, wurde dieses „ab 1933 von dem von Gregor, Villinger und Schröder über viele Jahre propagierten Konzept der Ausgrenzung von Nichterziehbaren abgelöst. Hilfsschule sollte Leistungsschule werden – keine heilpädagogische Einrichtung.“
Nach Dagmar Hänsel (2014) war man im Reichsministerium für Wissenschaft, Erziehung und Volksbildung von der Notwendigkeit der Hilfsschule überzeugt, stellte ihre Zukunft auch nicht durch die Umsetzung des Erbgesundheitsgesetz in Frage und arbeitete im Zusammenhang mit dem Entwurf zur „Ausbildungs- und Prüfungsordnung für Hilfsschullehrer“ intensiv am Ausbau der entsprechenden Ausbildungsgänge. So habe der Hilfsschulrektor Martin Breitenbarth 1933 an den Reichswalter des Nationalsozialistischen Lehrerbunds (NSLB) geschrieben:

„Ich bin der Überzeugung, dass eine sinnvolle Durchführung des Gesetzes "Zur Verhütung erbkranken Nachwuchses" ohne weitgehende zielbewusste Mitarbeit aller Gruppen der Heilerzieher gar nicht möglich ist, und habe darum wiederholt die Einrichtung einer eigenen Fachschaft für Heilerziehung (Sonderschulen) beantragt.“

Breitenbarth sei direkt nach der Machtergreifung Hitlers vom Hilfsschulverband offiziell mit der Überführung dieses Verbands in den NSLB beauftragt, in Denkschriften der Reichsfachschaft Sonderschulen die besondere Aufgabe und Unentbehrlichkeit der Hilfsschule als „bestes Sammelbecken“ für die wirkungsvolle Umsetzung der Rassenpolitik herausgestellt worden.
Karl Tornow artikulierte 1933 ebenfalls im Sinn der Machthaber:

„Wir Hilfsschullehrer und damit die Hilfsschule (sind) dazu berufen, an der Lösung positiv mitzuarbeiten. Eine Aufartung unseres Volkes in rassehygienischer Hinsicht ist ohne Mitarbeit der Hilfsschule und der Hilfsschullehrerschaft nicht möglich.“

### Nach 1935

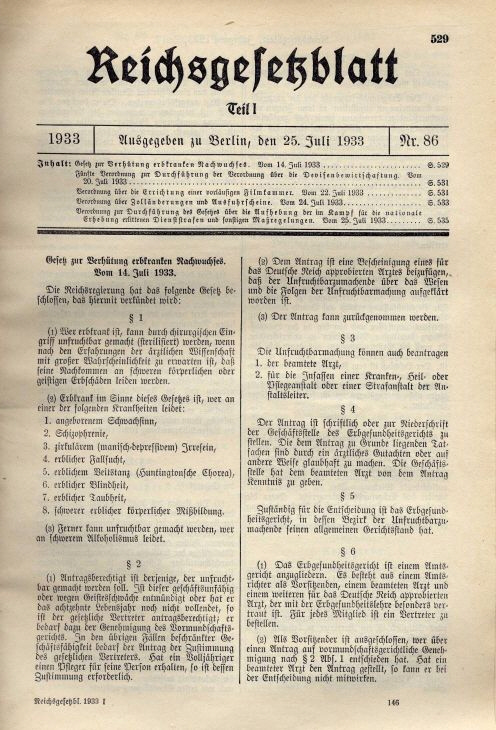
Das „Gesetz zur Verhütung erbkranken Nachwuchses“ ebnete den Weg für einen Ausbau des Hilfsschulsystems

Nach Rüttgardt ändert sich ab 1935 der Umgang mit den Hilfsschulen: Die Entlastungsfunktion der Hilfsschule für die Volksschule sei nun im Mittelpunkt gestanden. Am 6. Juli 1935 wurde ein Erlass des Reichsministeriums für Wissenschaft, Erziehung und Volksbildung veröffentlicht, der die Existenz der Hilfsschulen sicherte und ihnen drei Aufgaben zuwies:
- Rassenhygienische Aufgaben
- ökonomische und völkische Brauchbarmachung ihrer Schüler
- Entlastung der Volksschule

Der Erlass nahm auch die Volksschullehrer in die Pflicht. Zwar war die Existenz der Hilfsschulen damit gesichert, doch die Entlastungsfunktion der Volksschule hatte auch dazu geführt, dass die Klassengröße auf 20 Schüler (Unterstufe) und auf 25 Schüler (Oberstufe) erhöht wurde. Diese Zahlen wurden häufig überschritten. Der Erlass machte auch deutlich, „dass die Hilfsschule im Nationalsozialismus vor allem als ein Sammelbecken für ‚erbkranke‘ Schüler betrachtet wurde“.
Die „rassenhygienischen Aufgaben“ beinhalteten zum einen eine Umsetzung der Rassenlehre der Nationalsozialisten im Unterricht, aber auch eine aktive Mitwirkung am „Gesetz zur Verhütung erbkranken Nachwuchses“ (GzVeN). Dem Hilfsschullehrer oblag es, Schüler zur Sterilisation vorzuschlagen. Über die Personalbögen der Schulen, aber auch eigens eingeführte Vordrucke für Meldungen an den Schularzt und Berichte an die Erbgesundheitsgerichte, erfolgte eine erste Auslese zur Sterilisation und später zur Vernichtung. Die neue Regelung wurde vom Verband der Hilfsschullehrer größtenteils begrüßt und von führenden Vertretern sogar „begeistert gefeiert“. Sie sahen darin Ideen verwirklicht, die im Verband der Hilfsschullehrer seit dem Kaiserreich diskutiert wurden und nun ihren Niederschlag in einem Gesetz fanden.
Nach Hänsel (2014) hat der Hilfsschulverband Verbesserungsvorschläge für die Durchführung des Erbgesundheitsgesetzes gemacht, das Reichsschulpflichtgesetz von 1938 unterstützt, mit dem der Besuch der Hilfsschule und anderer Sonderschulen für „Kinder, die wegen geistiger Schwäche oder wegen körperlicher Mängel der Volksschule nicht oder nicht mit genügendem Erfolg zu folgen vermögen“ reichsweit gesetzlich verpflichtend gemacht worden sei. Er habe über enge persönliche Kontakte zu Referenten im zuständigen Reichsministerium entscheidend an Erlassen und Anordnungen mitgewirkt, darunter am Erlass „Personalbogen für Hilfsschüler“ von 1940, der die reichsweite Vereinheitlichung der Auslese aus der Volksschule in die Hilfsschule vorgesehen habe. Dazu habe auch der Runderlass von 1942 zur „Überweisung von Kindern an die Hilfsschulen, Sehschwachen-, Schwerhörigen- und Sprachheilschulen“ gehört. Diese Anordnung habe eine reichseinheitliche Verschärfung der Selektion von Kindern aus der Volksschule in die Hilfsschule bzw. in die anderen Sonderschulen vorgesehen. Nach der Erläuterung zum Erlass habe der Ausbau des Hilfsschulwesens und anderer Sonderschulen auf kommunaler Ebene sowie der Ausbau von Ausbildungslehrgängen für die genannten Lehrergruppen vorangetrieben werden sollen. Der Erlass der reichsweiten „Hilfsschulrichtlinien“ von 1942 sollte aus Sicht des Ministeriums sicherstellen, „dass die Arbeit an der Hilfsschule künftig im ganzen großdeutschen Reich in einheitlichem Geiste und einheitlicher Zielsetzung“ erfolgte.
Der 1941 erstellte Referentenentwurf einer „Ausbildungs- und Prüfungsordnung für Hilfsschullehrer“ habe nachweislich die Handschrift von Karl Tornow getragen, Hauptschriftleiter des Fachschaftsorgans „Die deutsche Sonderschule“, Provinzialschulrat in Berlin und Berater des zuständigen Referenten im Reichsministerium für Wissenschaft, Erziehung und Volksbildung. Neben der Vereinheitlichung der Hilfsschullehrerausbildung sei vorgesehen gewesen, die Tätigkeit der Hilfsschullehrer an eine formelle wissenschaftliche Ausbildung zu binden.
Nach Hänsel sei damit „… der entscheidende Schritt getan [gewesen], um die Hilfsschullehrer aus der Berufsgruppe der Volksschullehrer herauszulösen und eine eigenständige sonderpädagogische Berufsgruppe zu etablieren“. Die Einrichtung entsprechender Ausbildungslehrgänge an ausgewählten Standorten sei zwar gescheitert, allerdings nicht an ideologischen Vorbehalten, sondern an einem Mangel an Bewerbern, „der sich nicht zuletzt aus dem Volksschullehrermangel und der Einberufung der einschlägigen Jahrgänge durch die Wehrmacht erklärte“.

### Ausbau des Hilfsschulsystems ab 1938

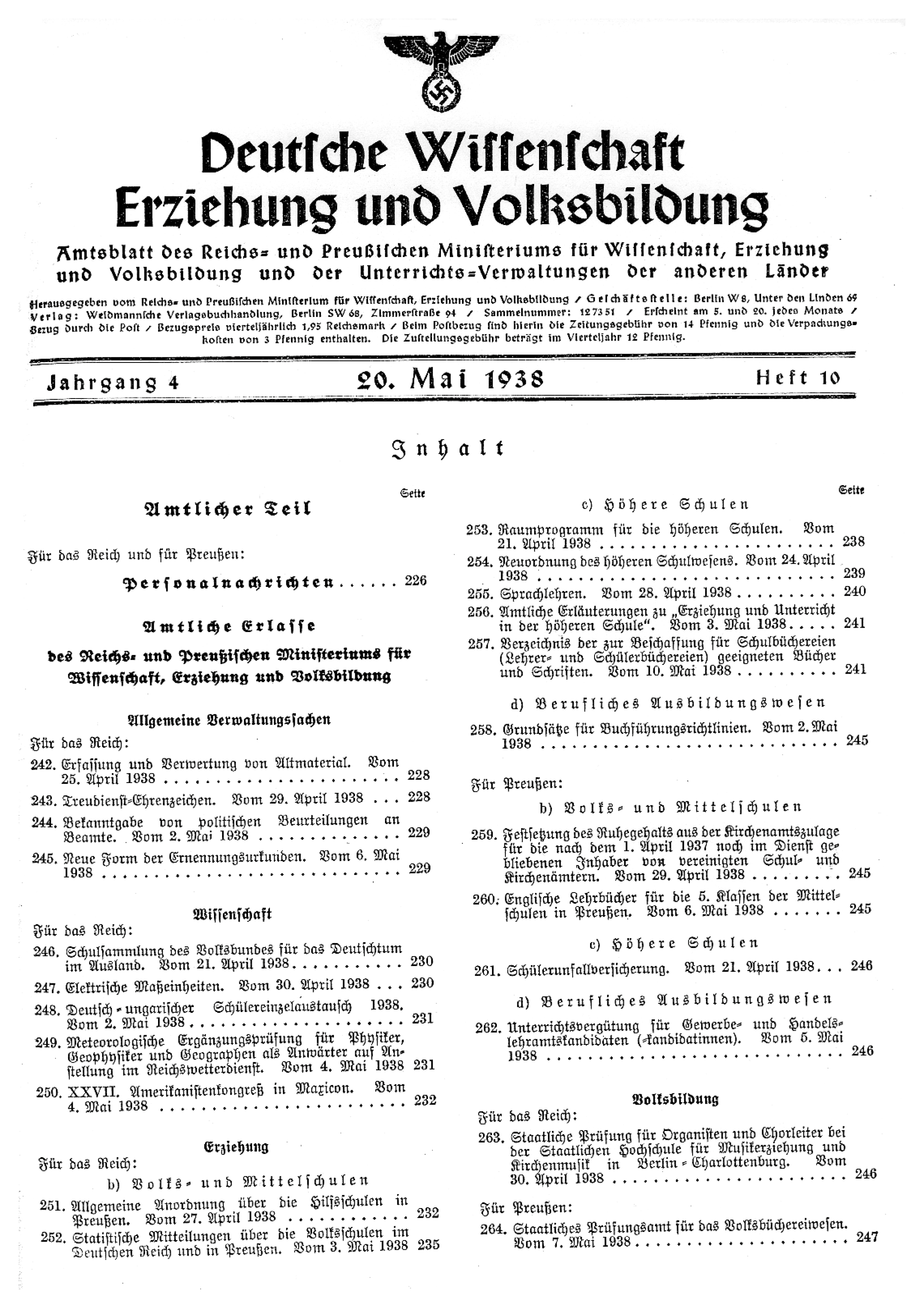
Verkündigung der „Allgemeinen Anordnung über die Hilfsschulen in Preußen“ (AAoPr)

Am 27. April 1938 erschien die „Allgemeine Anordnung über die Hilfsschulen in Preußen“ (AAoPr). Mit dieser Anordnung verlor die Volksschule endgültig die Bestimmungsmacht über die Zuweisung zur Hilfsschule. Für alle Schüler, die die ersten drei Volksschuljahre in einem bestimmten Zeitraum nicht abschließen konnten, musste eine Umschulung an eine Hilfsschule beantragt werden. Die Anordnung führte in der Folge zu einer „Flut an Neuanmeldungen [, die] über die Hilfsschule hereinbrechen“. Die Bedeutung der Hilfsschule wurde durch die Anordnung ebenfalls gesteigert. So galten die Hilfsschulen nun als „Volksschulen besonderer Art“ und waren „grundsätzlich als selbständige Schule[n]“ einzurichten. Letztere Anordnung bedeutete zudem das Aus für die seltenen, aber immer noch an manchen Orten eingerichteten Hilfsschulklassen. Mit der AAoPr erfolgte ein Ausbau des Hilfsschulangebots, da diese nun flächendeckend im Reichsgebiet verfügbar gehalten werden mussten.
Mit dem Ausbau geht aus Sicht der Profession auch ein Wandel einher. Wurde die Hilfsschule zunächst oft als „Schwachsinnigenschule“ bezeichnet, wurde von führenden Vertretern, wie Karl Tornow, vermehrt der Begriff „Leistungsschule“ verwendet. Dies bezog sich vor allem auf die höheren Qualifikationsanforderungen und eine veränderte Schülerschaft. Seit dem 6. Juli 1938 war das Reichsschulgesetz in Kraft, das vorschrieb, „bildungsunfähige“ Schüler aus der Schulpflicht zu entlassen. Dieses Gesetz bereitete letztlich die „Euthanasie“-Maßnahmen vor. Schüler, die so ihre Stellung in der Gesellschaft verloren, waren unmittelbar von der „Euthanasie“ betroffen. So bedeutete die Entscheidung über die Bildungsfähigkeit, die von den Hilfsschullehrern getroffen wurde, in vielen Fällen ein Todesurteil für die Betroffenen.
Am 2. März 1940 erschien ein Personalbogenerlass, der reichsweit Gültigkeit erlangte. Der Erlass regelte das Ausleseverfahren für die Hilfsschule und gab Vorgaben für die zu führenden Personalbögen. Der Personalbogen gliedert sich drei Teile: Vorgeschichte, Entwicklung in der Hilfsschule und Entwicklung nach der Hilfsschule. Im ersten Teil wurde auch das Vorliegen einer „Erbkrankheit“ festgestellt. So konnte bereits bei der Aufnahme geklärt werden, ob eine Sterilisation als notwendig erachtet wurde. Zugleich war damit ein Ausschluss aus den sozialpolitischen Maßnahmen des nationalsozialistischen Deutschen Reiches verbunden. „Erblich belastete“ Schüler durften in keine NS-Jugendorganisation eintreten und waren auch im beruflichen Bereich stark eingeschränkt. Die Hilfsschule sendete die Daten weiter an das zuständige Gesundheitsamt, aber auch an die Wehrdienststellen und Gerichte.
Am 18. Februar 1942 erschien ein Runderlass, der umfassende Richtlinien für die Hilfsschule ankündigte. Etwas später folgten diese Richtlinien, die zum ersten Mal in der Geschichte der deutschen Sonderpädagogik ein einheitliches Vorgehen innerhalb des Hilfsschulsystems vorschrieben. Die Richtlinien wurden von Karl Tornow und Erwin Lesch erstellt. Sie tragen deutliche Zugeständnisse an das Regime. Für die Hilfsschüler stand nun insbesondere der handwerkliche Unterricht im Vordergrund. Es ging in erster Linie um die Vermittlung „des unbedingt lebensnotwendigsten Wissens, so dass sich das Hilfsschulkind, später in seinem bescheidenen Lebenskreise zurechtfindet“. Neben den deutlich nationalsozialistisch konnotierten Inhalten wurden in den Richtlinien aber auch schon länger geforderte Streitpunkte der Hilfsschulerziehung aufgenommen, insbesondere die 40-minütige Kurzstunde und die 15-Minuten-Pause.
Jedoch führt der Verlauf des Zweiten Weltkriegs nur zu einer kurzen Phase, in der die neuen Richtlinien erprobt werden konnten. Ab 1943 häuften sich vielerorts die Unterrichtsausfälle auf Grund von Luftalarm, Materialmangel und fehlenden Lehrkräften. Ab 1944 konnte der Schulbetrieb in vielen Gegenden überhaupt nicht mehr aufgenommen werden. Zum Ende des Zweiten Weltkriegs waren die meisten Hilfsschulen geschlossen.

## Geistig- und körperbehinderte Schüler im Nationalsozialismus

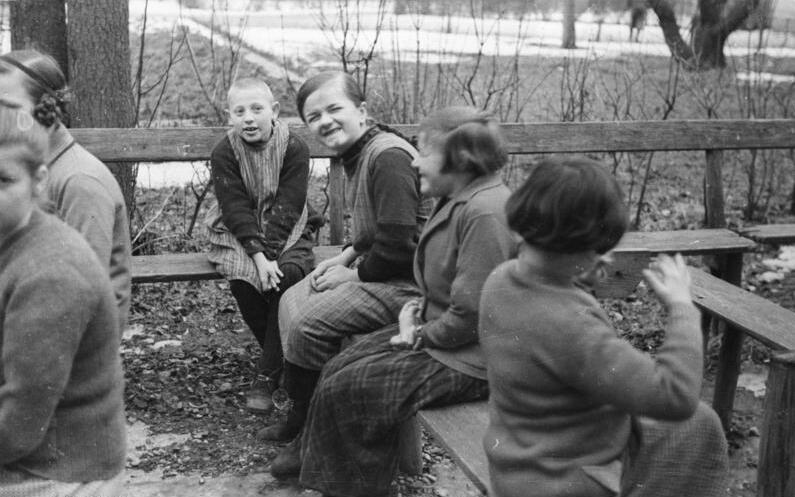
Geistig behinderte Kinder in der Heilanstalt Schönbrunn bei Dachau, Aufnahme von Friedrich Franz Bauer vom 16. Februar 1934

Körperlich und geistig behinderte Schüler waren wie keine andere Schülergruppe von der „Euthanasie“ der Nationalsozialisten betroffen. Gerade erbliche Behinderungsformen und offensichtliche Missbildungen waren Bestandteil des „Gesetzes zur Verhütung erbkranken Nachwuchses“ und ließen die Schüler Opfer von Sterilisation und später Opfer der Aktion T-4 und der Kinder-„Euthanasie“ werden. Bereits ab 1933 begannen erste Bestrebungen der Sonderpädagogik die im damaligen Sprachgebrauch als „schwerschwachsinnig“ und „idiotisch“ benannten Schüler auszuschulen. Auf Grund fehlender Richtlinien der Führung wurden vielerorts zunächst Sammelklassen eingerichtet, später dann Kinderhorte, in denen die Kinder von Kindergärtnerinnen oder Jugendleiterinnen betreut wurden.
Die AAoPr von 1938 ermöglichte es, die wenigen Schüler mit geistiger oder schwerer körperlicher Behinderung, die nach der Segregation in den Jahren zuvor, aber auch schon während der Weimarer Republik, noch Regel- oder Hilfsschulen besuchten, als „bildungsunfähig“ zu erklären. Die Einrichtung von Sammelklassen wurde als unzulässig erklärt und die bestehenden wurden aufgelöst.
Im August 1939 kam zudem ein Erlass des Reichsministeriums des Innern hinzu, der die „Meldepflicht für mißgestaltete und idiotische Kinder“ regelte. Der Erlass durch den Reichsausschuß zur wissenschaftlichen Erfassung von erb- und anlagebedingten schweren Leiden war die Vorbereitung für die Kinder-Euthanasie, der mehr als 5000 körperlich und geistig behinderte Kinder zum Opfer fielen. Um die ausgeschulten Kinder begann ein Ringen um die Zuständigkeit. Zunächst wurde das Gesundheitsamt als nicht zuständig erklärt, ab dem 29. März 1940 wurde das Jugendamt mit der Aufgabe betraut. Insbesondere Mehrfach- und Schwerstbehinderte wurden in Pflege- und Betreuungsanstalten untergebracht, wo sie „leicht erfasst und den Tötungsaktionen […] zugeführt werden konnten“.

## Schwerhörigen- und Taubstummenpädagogik im Nationalsozialismus
Im Zuge der Gleichschaltung und der Zusammenfassung der unterschiedlichen Disziplinen wurden Schwerhörigen- und Taubstummenpädagogik zu einer Disziplin zusammengefasst. Dies war für beide Disziplinen nicht unproblematisch, hatte die Schwerhörigenpädagogik doch bereits in der Weimarer Republik um Eigenständigkeit gekämpft.
Die Schwerhörigenpädagogik betonte auch nach der Zusammenlegung weiterhin ihre Eigenständigkeit. Neben den Differenzen, die sich aus der Weimarer Zeit ergeben hatten, befürchteten viele eine Abwertung der Schüler, da das GzVeN die Taubstummen explizit nannte, die Schwerhörigen aber nicht. Dies führte dazu, dass immer wieder die „geistige Vollwertigkeit“ der Schwerhörigen betont wurde. Die Abgrenzung der Schwerhörigen- von der Taubstummenpädagogik hatte auch starke pädagogische Effekte. So wurde an Schwerhörigenschulen auf die Gebärdensprache verzichtet, den Lehrern wurde nahegelegt, im Bedarfsfall rücksichtslos durchzugreifen.
Die Schwerhörigenverbände und -vereine wurden aufgelöst und durch den „Reichsbund der Deutschen Schwerhörigen“ (RBS) ersetzt. Der Bund gab von Januar 1934 bis 1944 die Monatszeitschrift „Der Kämpfer, Deutsche Zeitschrift für Schwerhörige und Ertaubte“ (ab April 1940 „Monatszeitschrift für Schwerhörige und Ertaubte“) heraus, in der zum Teil auch Pädagogen Beiträge veröffentlichten.
Verlässliche Zahlen zur Schülerschaft sind nicht erhalten geblieben. Insgesamt sollen es zu Beginn der nationalsozialistischen Herrschaft etwa 24 Schulen mit 187 Klassen und etwa 21.000 Schüler gewesen sein. 1938 wurden nur noch 13 Schwerhörigenschulen und fünf kombinierte Schwerhörigen- und Sprachheilschulen gezählt. Versuche des Reichsbunds, über Beiträge im „Kämpfer“ und politisches Engagement einen allmählichen Abbau der Schwerhörigenschulen zu verhindern, scheiterten. Im Reichsschulpflichtgesetz vom 6. Juli 1938 wurden die Schwerhörigen mit keinem Wort erwähnt.
Der Erhalt der Gehörlosenpädagogik ging zu Lasten der Taubstummen. Die Sonderpädagogen im Reichsfachverband fungierten als „die eifrigsten Vollzieher an dem großen Werk zur Verhütung erbkranken Nachwuchs“. Gehörlose wurden im Allgemeinen Opfer von Zwangssterilisationen, die vom Reichsverband der Gehörlosen Deutschland (REGEDE) „genauesten kontrolliert und organisiert“ wurden. Neben der Sterilisierung waren zwei Gruppen auch von der Vernichtung bedroht:
1. als „nicht bildungsfähige“ erkannte Gehörlose im Rahmen der Aktion T-4
2. Jüdische Gehörlose, die als doppelt minderwertig galten und zusätzlich durch die Shoa bedroht waren

## Blindenpädagogik
Im Gegensatz zu den anderen Sonderschulformen gab es auf die Blindenpädagogik nur geringe Auswirkungen des Nationalsozialismus. Gründe lagen vor allem in einer „früh entwickelte[n] Blinden- und Sehbehindertenpädagogik“ und einer frühen Auseinandersetzung der verschiedenen Blindenverbände mit Fragen der Eugenik schon zur Weimarer Zeit. Auch von den Sterilisations- und Vernichtungsmaßnahmen des Regimes waren im Wesentlichen nur jüdisch registrierte Blinde und Sehbehinderte betroffen. Insgesamt wurden zusätzlich zwischen 2.400 und 2.800 blinde Menschen sterilisiert, die als „erbblind“ galten.

## Jüdische Heilpädagogik im Nationalsozialismus
Die jüdische Heilpädagogik in Deutschland hatte sich nach dem Ersten Weltkrieg in der Weimarer Republik entwickelt. Mit Beginn der nationalsozialistischen Herrschaft setzte auch die Judenverfolgung ein. Jüdische Lehrer wurden aus dem regulären Schuldienst entfernt und durften nicht in den neu gegründeten NSLB eintreten. Dies isolierte die jüdische Heilpädagogik von den Entwicklungen im Deutschen Reich. Bis zum 9. November 1938, den Novemberpogromen, konnten jüdische Kinder und Jugendliche jedoch „weitgehend geschützt und frei“ in jüdischen Bildungseinrichtungen und Heimen leben und lernen. Nach den Pogromen wurden jüdische Kinder aus dem „deutschen“ Hilfsschulwesen entfernt und in den jüdischen Einrichtungen konzentriert. Nun begann auch gegen diese Einrichtungen eine Verfolgungswelle mit Verhaftungen und Schließungen. Der Betrieb in den verbliebenen Schulen wurde so lange wie möglich aufrechterhalten. Im Sommer 1942 gab es keine einzige jüdische Bildungseinrichtung mehr. Vielen jüdischen Behinderten war es nicht möglich, sich der Verfolgung zu entziehen oder das Land zu verlassen, so dass sie dem Holocaust zum Opfer fielen.

## Außerschulische Maßnahmen

### Hitlerjugend

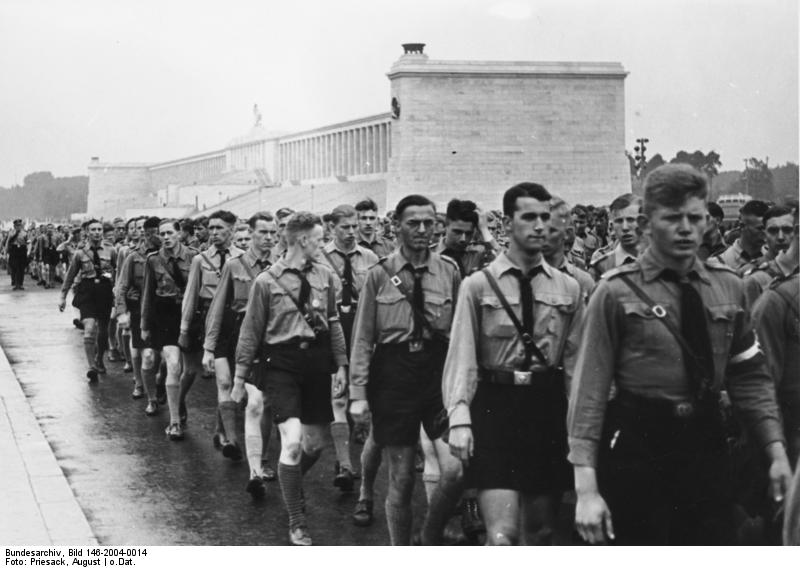
Hitlerjugend auf einem Reichsparteitag der NSDAP (ca. 1938/38, Aufnahme von August Priesack): In die Hitlerjugend waren Sonderschüler im Rahmen eines Sonderbannes integriert.

Die Hitlerjugend (HJ) hatte eine vollständige Erfassung der Jugend im Blick. In den ersten Jahren des Nationalsozialismus, bevor sie am 1. Dezember 1936 zur Pflicht wurde, waren die meisten Sonderschüler von der Jugendorganisation ausgeschlossen, unter anderem durch die Tauglichkeitsuntersuchungen, die von HJ-Ärzten durchgeführt wurden und für die kein qualifiziertes Verfahren nötig war. Schon früh empörten sich Hilfsschullehrer über die Ungleichbehandlung ihrer Schülerschaft. Die Reichsjugendführung richtete ab 1934 den „Sonderbann“ ein, der blinde, gehörlose, taubstumme, körperbehinderte und schwerhörige Jugendliche in die HJ integrierte. Eine Regelung für Hilfsschüler wurde erst 1936 eingeführt. Die Mitgliedschaft im Deutschen Jungvolk war an die erfolgreiche Ableistung der „Pimpfenprobe“ geknüpft, die eine ärztliche Untersuchung, verschiedene Sportprüfungen, sowie eine ideologische Prüfung beinhaltete.

### Nationalsozialistische Volkswohlfahrt
Ebenso wie bei der HJ war die Aufnahme der Hilfsschüler in die Maßnahmen der Nationalsozialistischen Volkswohlfahrt (NSV), insbesondere in die Kinderlandverschickung (KLV), erst nach Protesten der Hilfsschullehrerschaft möglich. Erst zwischen 1936 und 1937 gelang es einen Passus in der „Anweisung zur Kinderlandverschickung“ zu streichen, der Hilfsschüler pauschal von der Erholungsmaßnahme ausschloss. 1937 wurden die ersten Hilfsschüler zur KLV in Familien, nicht aber zur „Heimverschickung“ zugelassen. Ab 1940 wurden jedoch nur noch solche Kinder aufgenommen, die aus „erbbiologisch noch tragbaren, würdigen und haltungsmäßig einwandfreien Familien“ stammten. Die Daten aus den (nicht standardisierten, willkürlichen) Prüfungen wurden im Rahmen des GzVeN weiterverarbeitet. Die „erweiterte Kinderlandverschickung“ kam für die überwiegende Mehrheit der Hilfsschüler erst ab 1942 in Frage. Hier wurde den Volksschülern ein Vorrang eingeräumt, außerdem durften diese nicht gemeinsam mit Hilfsschülern untergebracht werden. Zudem musste der betreuende Hilfsschullehrer den Hilfsschüler begleiten und es durften nur maximal 20 Kinder pro Lehrer verschickt werden.

### Weitere Maßnahmen
Sonderschüler waren überwiegend vom Landjahr, dem Reichsarbeitsdienst und der Wehrmacht ausgeschlossen. Sondergruppen, wie in der HJ, wurden keine aufgebaut. Lediglich für Hilfsschüler bestand die Möglichkeit, in diese Institutionen aufgenommen zu werden. Bis auf die Aufnahme in die Wehrmacht, die nicht zuletzt auf Grund der Kriegsentwicklungen neue Soldaten brauchte, gestaltete sich die Aufnahme jedoch recht schwierig.

## Widerstand gegen den Nationalsozialismus
Im Großen und Ganzen versuchten sich Sonderpädagogen mit dem Regime zu arrangieren. Jedoch traten einige wenige engagierte Sonderpädagogen offen oder verdeckt gegenüber dem Regime auf. Bisher ist dieser Bereich sonderpädagogischer Geschichte jedoch nur unzureichend erschlossen. Hoeck veröffentlichte 1979 eine Quelle, die nahelegt, dass in Hamburg teilweise die Fragen des Intelligenztests im Sterilisationsverfahren mit Schülern eingeübt worden seien. Durch Sieglind Ellger-Rüttgardts Monografie „Die Kinder, die waren alle so lieb…“. Frieda Stoppenbrink-Buchholz: Hilfsschulpädagogin, Anwältin der Schwachen, Soziale Demokratin (1987) wurde die Sonderpädagogin Frieda Stoppenbrink-Buchholz bekannt. Nachdem der Leiter des Hamburger Erbgesundheitsgericht ihre Entlassung gefordert hatte, weil sie in ihrer Dissertation „eine deutliche Ablehnung der NS-Behindertenpolitik“ habe erkennen lassen, verfasste sie eine Verteidigungsschrift für Hilfsschüler.

## Nach 1945
Am 14. April 1948 trat in Hamburg die „Prüfungsordnung“ zusammen mit der „Ausbildungsordnung für das Lehramt an Hilfsschulen“ in Kraft. Nach Hänsel (2014) haben diese Ordnungen „unverkennbare Übereinstimmungen“ mit dem Entwurf der reichsweiten „Ausbildungs- und Prüfungsordnung für Hilfsschullehrer“ von 1941.
Nach 1949 restrukturierte sich die Sonderpädagogik unter weitgehend personeller Kontinuität: noch im selben Jahr erschien die erste Ausgabe der Zeitschrift „Heilpädagogische Blätter“. Auch der während der NS-Zeit in den „nationalsozialistischen Lehrerbund“ eingegliederte „Hilfsschullehrerverband“ gründete sich in diesem Jahr neu (zunächst „Verband der Hilfsschulen Deutschlands“, ab 1955 „Verband deutscher Sonderschulen“). Man versuchte im Sinne einer „Stunde Null“ die Sonderpädagogik zu erneuern und an die „Blüte der Heilpädagogik“ der Weimarer Republik anzuschließen. Tatsächlich wurden die 12 Jahre unter nationalsozialistischer Vergangenheit weitestgehend verdrängt. Mit Gustav Lesemann, dem letzten Verbandsvorsitzenden in der Weimarer Republik, und Josef Spieler, der die Kriegsjahre in der Schweiz verbrachte, hatte man zudem zwei politisch weniger belastete Personen im Verband. Trotz diesem propagierten Neuanfang war es tatsächlich so, dass man „in personeller, gesetzlicher, ideologischer Hinsicht in der Mehrzahl der nach dem Zweiten Weltkrieg neugeschaffenen Bundesländer zunächst an den Vorgaben und Strukturen des Dritten Reiches“ anknüpfte. Tatsächlich gelang nun auch ein Zusammenschluss der verschiedenen sonderpädagogischen Disziplinen in einem gemeinsamen Ausbildungsgang, der seit 1950 entwickelt wurde und acht Sonderschulformen, zunächst ohne Taubstummen- und Blindenpädagogik, umfasste.

## Auseinandersetzung mit der nationalsozialistischen Vergangenheit innerhalb der Sonderpädagogik
Die historische Bewertung der Sonderpädagogik ist zurzeit ein Streitpunkt in der Disziplin. Dies liegt unter anderem an der „dürftigen sonderpädagogischen Forschungslage zum Dritten Reich“, zum Teil auch an den Verschleierungstendenzen des „Verbands deutscher Sonderschulen“ (heute „Verband Sonderpädagogik“) bis etwa 1971.
Mit dem Neuanfang 1945 setzte eine Umdefinition der nationalsozialistischen Vergangenheit innerhalb der Disziplin ein. In den ersten wissenschaftlichen Arbeiten zur Geschichte der Sonder- bzw. Heilpädagogik wurden die 12 Jahre der NS-Zeit weitestgehend ausgeklammert oder als „leerer Raum“ beschrieben. Sterilisation, „Euthanasie“ und Vernichtung, die viele Hilfs- und Sonderschulkinder betrafen, wurden weitestgehend ignoriert. Motiv hierfür war auch Selbstschutz, hatten doch viele Hilfsschullehrer Sterilisation und Euthanasie bereits vor 1933 befürwortet oder gefordert. Auch die vermeintlichen Aushängeschilder des Verbands waren nicht frei von Schuld. So hatte Lesemann bereits in Schriften vor der NS-Zeit die Euthanasie erwogen und ab 1933 begrüßt. Tatsächlich begann in dieser Zeit eine Mythen- und Legendenbildung, die von einer Bedrohung des Hilfsschulwesens sprach, die es in dieser Form jedoch nie gegeben hatte. Bis 1971 wurde versucht, die Geschichte der Sonderpädagogik in der NS-Zeit als „Rettungswerk“ stilisieren.
Ab 1970 erschienen Aufsätze und Werke, die sich kritisch mit der NS-Zeit auseinandersetzen und die Schuld einiger Funktionäre aufdeckten. 1979 erschien Manfred Höcks Abhandlung Die Hilfsschule im Dritten Reich in der Reihe Sonderpädagogische Manuskripte. Das Werk wurde im populärwissenschaftlichen Buch „Euthanasie“ im NS-Staat von Ernst Klee mehrfach zitiert. Als sonderpädagogische Historiker etablierten sich Andreas Möckel, Ulrich Bleidick und Sieglind Luise Ellger-Rüttgardt. 1990 erschien ein vielbeachteter Aufsatz von Hanspeter Brenner mit dem Titel Sonderpädagogische Geschichtsschreibung nach 1945 – verdrängen, verschweigen, verfälschen, der anhand mehrerer Beispiele nachwies, wie die sonderpädagogische Geschichtsschreibung vor 1971 versuchte, sich als Opfer der und Widerständler gegen die nationalsozialistische Herrschaft zu stilisieren. Dabei zeigte er die Schuld mehrerer Gründungsmitglieder des „Verbands der Hilfsschulen Deutschlands“ auf, die „Euthanasie“ befürworteten oder eine tragende Rolle im NS-Hilfsschulensystem spielten.
Sieglind Luise Ellger-Rüttgardt veröffentlichte mehrere kritische Texte zur Sonderpädagogik im nationalsozialistischen System, zeigte aber auch mit ihrer Monografie über Frieda Stoppenbrink-Buchholz ein positives Beispiel im Alltagshandeln der Sonderpädagogen auf. Sie wehrt sich gegen eine pauschale Abwertung des Berufsstandes in der NS-Zeit. Dagmar Hänsel zeigte mit ihrem Werk Die NS-Zeit als Gewinn für Hilfsschullehrer (2006) auf, wie die Hilfsschule durch die NS-Zeit an Einfluss gewinnen und so einen Grundstein für das heutige Sonderschulwesen legen konnte. 2008 erschien ihre Biografie über Karl Tornow, die ein vielschichtiges Bild über sein Wirken wiedergibt. Hänsels Werke versuchen nachzuweisen, dass auch die sonderpädagogische Geschichtsschreibung nach 1971, unter Bestimmung einiger Sündenböcke, wie Tornow, weiterhin einem „Mythos von der Bedrohung der Hilfsschule durch den NS-Staat“ anhänge und so „die Selbstdarstellung der sonderpädagogischen Profession als Retter bedrohten Lebens in der Gegenwart bewahrt“ werde.